# Право (издательство)
Издательство «Право» (укр. Видавництво «Право») — украинское издательство, специализирующееся на подготовке и выпуске юридической литературы, а также занимающееся её распространением. Создано в 1996 году Академией правовых наук Украины.  Среди выпущенной издательством литературы есть монографии, академические учебники, научно-практические комментарии к законодательству, а также юридические журналы и сборники научных статей. За некоторые учебники и монографии, выпущенные в издательстве «Право», авторы были удостоены Государственной премии Украины в области науки и техники.

## История создания
О необходимости создания издательства Академии правовых наук Украины «Право» было указано в постановлении Кабинета министров Украины от 18 мая 1994 года. 1 апреля 1996 года президент Академии правовых наук Украины Василий Яковлевич Таций подписал указ о создании в структуре Академии издательства «Право». Спустя две недели президиум АПрН Украины принял соответствующее постановление.
20 декабря 2010 года Национальная академия правовых наук Украины и Национальный юридический университет имени Ярослава Мудрого подписали протокол, согласно которому оба научных центра считаются основателями издательства «Право».

## Деятельность и авторы
За первые семь с половиной лет своего существования «Право» выпустило более 300 различных изданий. По состоянию на 2014 год в издательстве были опубликованы труды более чем 500 учёных. К 2020 году издательство суммарно выпустило более 1200 изданий (монографий, учебников, периодических изданий, сборников научных трудов, комментариев к законодательству). Авторами работ, выпускаемых в издательстве, являются известные украинские юристы, в том числе и действительные члены и члены-корреспонденты Национальной академии правовых наук Украины. Издательство выпускало избранные труды таких учёных, как: М. И. Бажанов, Ю. В. Баулин, Л. К. Воронова, Ю. М. Грошевой, Л. Н. Кривоченко, Н. И. Панов, А. И. Процевский, В. В. Сташис, В. П. Тихий, В. Я. Таций.
Издательство занимается выпуском учебной литературы. Многие учебники, изданные в издательстве, имеют гриф Министерства образования и науки Украины. В частности, это учебники по административному, гражданскому, земельному, конституционному, международному частному, налоговому, трудовому, уголовному, хозяйственному, экологическому праву, а также по государственному строительству и местному самоуправлению, истории государства и права, теории государства и права, правовой статистике. Авторы изданных в 2001 году учебников по Общей и Особенной частям уголовного права в 2006 году стали лауреатами Государственной премии Украины в области науки и техники.
Помимо учебной литературы, издательство выпускает также научно-практические комментарии к действующему законодательству, авторами которых наряду с ведущими учёными являются украинские государственные деятели и известные юристы-практики. Среди изданных в «Праве» комментариев наиболее известными являются комментарии к Конституции, Уголовному,  Уголовному процессуальному, Бюджетному и Налоговому кодексам Украины.
Начиная со второй половины 2000-х годов издательство осуществляет реализацию общегосударственных проектов. Первым из них стало издание в 2008 году пятитомной монографии «Правова система України: історія, стан та перспективи», впоследствии книга была переведена на русский (2011) и английский языки (2013). В 2012 году авторский коллектив пятитомника был удостоен Государственной премии Украины в области науки и техники. В 2013 году издательство выпустило ещё одно пятитомное издание — «Правова доктрина України», которое также было переведено на английский язык и авторы которого в 2018 году были удостоены Государственной премии Украины в области науки и техники. Начиная с 2016 года издательство выпускает двадцатитомную «Велику українську юридичну енциклопедію».
Помимо того, в издательстве печатаются периодические издания «Вісник Національної академії правових наук України», «Питання боротьби із злочинністю», «Державне будівництво та місцеве самоврядування», «Економічна теорія та право», «Філософія. Філософія права. Політологія. Соціологія» (современное название – «"Вісник Національного юридичного університету імені Ярослава Мудрого". Серія: Філософія, філософія права, політологія, соціологія»). Начиная с 2009 года издаётся «Щорічник українського права», в котором публикуются лучшие научные юридические статьи.
Президент НАПрН Украины Василий Яковлевич Таций отмечал, что весомый вклад издательства «Право» в подготовку научной и учебной литературы является общепризнанным, а продукция, выпускаемая в издательстве, пользуется популярностью у всей украинской юридической общественности. Кроме издания юридической литературы, «Право» также занимается её распространением. Издательство обеспечивает юридической литературой учебные заведения, научные учреждения, органы судебной и правоохранительной системы, а также юристов-практиков.

## Руководители
Первым директором издательства был А. М. Кумака, который занимал эту должность до 2005 года. Начиная с 2005 года издательство «Право» возглавляет кандидат юридических наук Виктор Анатольевич Прудников.

## Достижения
Издательство регулярно становится победителем книжных фестивалей, которые проходят в Киеве, Львове и Харькове. Кроме того, Союз юристов Украины удостоил издательство своего отличия  «Лучшее полиграфическое качество издания» за фундаментальность подходов к изданию популярной юридической литературы.

## Ссылка
- Видавництво «Право» (укр.). pravo-izdat.com.ua (1996—2023).